# Compsophorus verecundus
Compsophorus verecundus är en stekelart som först beskrevs av Tosquinet 1896.  Compsophorus verecundus ingår i släktet Compsophorus och familjen brokparasitsteklar.

## Underarter
Arten delas in i följande underarter:
- C. v. occidentalis
- C. v. angolae
- C. v. tanzanicus